# Channichthys aelitae
Channichthys aelitae es una especie de pez con aletas radiadas del género Channichthys, de la familia Channichthyidae, orden Perciformes. Fue publicada por Shandikov en 1995.

## Descripción
Mide 33,4 cm de longitud estándar.

## Distribución
Se distribuye por el océano Austral: meseta Kerguelen. Puede alcanzar los 161 m de profundidad.